# Jason Gardener
Jason Gardener (* 18. September 1975 in Bath) ist ein ehemaliger britischer Sprinter und Staffel-Olympiasieger.
Seine internationale Karriere begann 1994 bei den Junioren-Leichtathletik-Weltmeisterschaften, als er die Silbermedaille im 100-Meter-Lauf gewann. Große Erfolge hatte er in den folgenden Jahren vor allem mit der britischen 4-mal-100-Meter-Staffel. Höhepunkt war der Olympiasieg zusammen mit Darren Campbell, Marlon Devonish und Mark Lewis-Francis bei den Olympischen Spielen 2004 in Athen vor der Staffel aus den USA. Er war der Startläufer des Quartetts.
Bei den Weltmeisterschaften 2005 in Helsinki schied er über 100 Meter im Halbfinale aus und gewann mit der britischen Sprintstaffel die Bronzemedaille.
Seine bisher größten Einzelerfolge errang Gardener in der Halle im 60-Meter-Lauf: 2004 gewann er bei den Hallenweltmeisterschaften in Budapest die Goldmedaille, zudem wurde er viermal in Folge (2000, 2002, 2005 und 2007) Halleneuropameister, nachdem er bereits 1998 Silber gewonnen hatte.
Gardener hielt mit 6,46 s bis 2009 den britischen Hallenrekord im 60-Meter-Lauf und war neben Linford Christie und Dwain Chambers der dritte Brite, der die 100 Meter unter 10 Sekunden gelaufen ist (9,98 s).
Im Sommer 2007 beendete Jason Gardener seine Karriere.
Er hatte bei einer Größe von 1,78 m ein Wettkampfgewicht von 70 kg.